# Carex baronii
Carex baronii är en halvgräsart som beskrevs av John Gilbert Baker. Carex baronii ingår i släktet starrar, och familjen halvgräs.
Artens utbredningsområde är Madagaskar. Inga underarter finns listade i Catalogue of Life.